# The Rolling Stones 1st American Tour 1965
The Rolling Stones 1st American Tour 1965 fue una gira de conciertos musicales que la banda realizó por Canadá y Estados Unidos, comenzando el 23 de abril de 1965 y finalizó el 29 de mayo de ese año. Esta gira fue para promocionar su nuevo álbum The Rolling Stones, Now!.

## Miembros de la banda
- Mick Jagger voz, armónica
- Keith Richards guitarra, voz
- Brian Jones guitarra
- Bill Wyman bajo
- Charlie Watts batería

## Fechas de la gira
- 23/04/1965  Maurice Richard Arena, Montreal
- 24/04/1965  YMCA Auditorium, Ottawa
- 25/04/1965  Maple Leaf Gardens, Toronto
- 26/04/1965  Treasure Island Gardens, London
- 29/04/1965  Palace Theatre, Albany, Nueva York
- 30/04/1965  Memorial Auditorium, Worcester, Massachusetts
- 01/05/1965  Academy of Music, Nueva York
- 02/05/1965  Convention Hall, Filadelfia, Pensilvania
- 04/05/1965  Southern College, Hanner Gymnasium, Statesboro, Georgia
- 06/05/1965  Jack Russell Stadium, Clearwater, Florida
- 07/05/1965  Legion Field Stadium, Birmingham, Alabama
- 08/05/1965  Coliseum, Jacksonville, Florida
- 09/05/1965  Arie Crown Theatre, McCormick Place, Chicago, Illinois
- 14/05/1965  New Civic Auditorium, San Francisco, California
- 15/05/1965  Swing Auditorium, San Bernardino, California
- 16/05/1965  Civic Auditorium, Long Beach, California
- 17/05/1965  Community Concourse, Convention Hall, San Diego, California
- 21/05/1965  Civic Auditorium, San José, California
- 22/05/1965  Ratcliffe Stadium, Municipal Auditorium, Fresno, California
- 29/05/1965  Academy of Music, Nueva York

- Datos: Q11704417